# Тройка Диалог
«Тройка Диалог» — російська інвестиційна компанія. Штаб-квартира розташована в Москві. З січня 2012 належить ПАТ Сбербанк росії, ставши Sberbank CIB.

## Історія
Компанія заснована у 1991 році. За даними за 2006 рік, компанія належала партнерству, до якого входило понад 40 співробітників, серед яких був Жак Дер Мегредичян (тоді заступник генерального директора московського відділення банку Societe Generale). Понад 70 % мали голову ради директорів Рубена Варданяна.
За оцінками самого Варданяна, вартість компанії на грудень 2006 року перевищувала $1 млрд. У 2008 році було оголошено про повну зміну іміджу організації. Ребрендинг проводила компанія Interbrand. У 2012 році було прийнято рішення про скасування бренду: «Трійки діалог» як бренду в інвестиційно-банківському бізнесі не залишиться".

### Злиття та поглинання
У липні 2007 року «Трійка Діалог» у консорціумі з російсько-казахстанською девелоперською компанією ІПГ «Євразія» та казахстанською нафтовою компанією Caspi Neft придбала контрольний пакет акцій турецького хімічного холдингу Petkim Petrokimya. Вартість угоди, у ході якої консорціуму дістався 51 % акцій, склала $2,05 млрд.

### Продаж компанії
Влітку 2006 року стало відомо, що Рубен Варданян шукає покупця на «Трійку» після того, як її менеджери викупили 5 % акцій компанії у останнього зовнішнього акціонера — швейцарського фонду Hansa AG. Серед претендентів називалися (у порядку появи інформації) JP Morgan, ВТБ та Credit Suisse. У грудні того ж року Рубен Варданян в інтерв'ю «Відомостям» розповідав, що розглядає варіанти "стратегічних альянсів з найбільшими російськими, європейськими, американськими, південно-африканськими та японськими банками ", а також консультується з Goldman Sachs щодо можливого IPO «Трійки».
24 січня 2007 року на економічному форумі в Давосі президент ВТБ Андрій Костін заявив, що веде переговори про можливу купівлю " Ренесанс Капіталу " або «Трійки Діалог». У тому ж році Варданян у Давосі заявив агентству Reuters, що «Трійка» не планує лістинг і великі угоди до президентських виборів 2008 року. 23 січня 2007 року в інтерв'ю «Відомостям» Варданян заявив, що приблизна вартість компанії становить 2,5-3 млрд доларів США. На початку березня 2009 року було оголошено про продаж 33 % «Трійки Діалог» південноафриканському Standard Bank. Очікувалося, що банк викупить додаткову емісію російської компанії за $200 млн, а російський «Стандарт банк» приєднається до «Трійки» (у 2013 році, після перейменування на ЗАТ «Банк „Трійка Діалог“», він був проданий приватним особам)).
У результаті, 11 березня 2011 року стало відомо про те, що " Сбербанк " купує 100 % «Трійки Діалог» за суму в $1 млрд (крім того, залежно від результатів роботи за три роки, як очікується, партнери «Трійки» отримають винагороду). Наприкінці жовтня 2011 угода була схвалена ФАС Росії. Про закриття угоди було оголошено в січні 2012. 6 листопада 2012 року бізнес з управління активами починає працювати під новим брендом «Сбербанк Управління Активами».

## Офшорна мережа
4 березня 2019 року журналісти Проекту з розслідування корупції та організованої злочинності (OCCRP) та литовського видання 15min.lt опублікували розслідування, в якому описали створену «Трійкою Діалог» велику мережу офшорних компаній, що працювала, крім іншого, з грошима компаній, переведення в готівку або нелегальному виведенні з Росії фінансових коштів. За заявами журналістів, в офшорах було зареєстровано 76 компаній, через які пройшло близько 4,6 млрд доларів. У статті пов'язують «Трійку Діалог» із такими скандалами, як справа Магнітського, завищення вартості заправки літаків в аеропорту Шереметьєво, ухилення від сплати податків страховими компаніями (зокрема " Росдержстрахом "). Як вигодонабувачів вказуються віолончеліст Сергій Ролдугін, 80-річна родичка самарського губернатора Володимира Артякова, менеджери РАТ ЄЕС і ближнє коло Рубена Варданяна.
Рубен Варданян на звинувачення на адресу компанії відповів, що діяв на користь клієнтів, і тоді був зовсім інший підхід до міжнародної фінансової діяльності; з криміналом він не мав справ і діяв у рамках закону.
14 березня 2019 року 22 депутати Європарламенту підписали відкритий лист голові Єврокомісії Жану-Клоду Юнкеру з проханням допомогти у проведенні розслідування щодо «Трійки Діалог», Рубена Варданяна та колишнього власника литовського банку Ukio Володимира Романова, який отримав політичний притулок [.
У вересні 2019 року прокуратура Австрії не знайшла підстав для офіційного розслідування діяльності офшорної мережі «Трійки Діалог».

## Власники та керівництво
100 % акцій компанії належить ПАТ «Сбербанк росії».

## Діяльність
У «Трійку Діалог» входять однойменна інвестиційна та керуюча компанії, а також Troika Capital Partners, яка займається прямими інвестиціями. Компанія має широку продуктову лінійку: довірче управління, ПІФи, індивідуальне брокерське обслуговування, інтернет-трейдинг, інвестиційне страхування життя, управління пенсійними накопиченнями та ін.
У лінійці пайових інвестиційних фондів представлено 1 ЗПІФ нерухомості, 1 фонд грошового ринку, 2 фонди облігацій, 2 фонди змішаних інвестицій та 14 фондів акцій.
Компанія має п'ять офісів за кордоном: у Нью-Йорку, Лондоні, на Кіпрі та в Алмати, а в росії — регіональні офіси в найбільших містах: Санкт-Петербурзі, Єкатеринбурзі, Челябінську, Пермі, Нижньому Новгороді, Новосибірську, Красноярську, Іркутську, Самарі, Казані, Уфі, Ростові-на-Дону, Краснодарі, Волгограді, Воронежі, Ярославлі, Тюмені, Владивостоці, Хабаровську та Набережних Челнах.
На березень 2011 року компанії належало 10 % акцій РТС і 4,02 % " Трансаеро ". Також на 1 квітня 2011 року компанії належало 25 % акцій " АвтоВАЗу " та 27,26 % " КАМАЗу ".

### Фінансові показники
Виручка компанії за фінансовий рік, що закінчилася 30 вересня 2010 року за US GAAP, склала $452,4 млн (роком раніше — $334 млн), чистий прибуток — $42,346 млн (роком раніше чистий збиток $49,672 млн). Із загальної суми виручки $268,786 млн було зароблено на торгових операціях, від інвестиційно-банківського бізнесу — $62,51 млн, бізнесу з управління активами — $36,83 млн. Активи «Трійки» на 30 вересня 2010 року становили $5,75 млрд, капітал — $872 млн.

## Досягнення
У 2009 році найкращий результат серед відкритих ПІФів росії показав галузевий фонд «Трійка Діалог — Телекомунікації» під управлінням УК «Трійка Діалог», який заробив 306 %. У 2010 році фонд «Трійка Діалог — Споживчий сектор» під управлінням КК «Трійка Діалог» заробив 76,33 %, що є найкращим результатом серед усіх відкритих фондів росії.
На 31.05.2011 року «Трійка Діалог» була найбільшою керівною компанією відкритих пайових фондів Росії і мала сумарну вартість чистих активів майже 20,9 млрд руб з часткою ринку понад 21,5 %.
Також «Трійка Діалог» є лідером з обігу торгів на біржі ММВБ. За підсумками першого півріччя 2011 року, сукупний обсяг торгів Трійки становив 6,23 трлн руб.
Фінансовий журнал Global Finance у виборі найкращих світових інвестиційних банків у 2010 році надав «Трійці Діалог» звання «Найкращий інвестиційний банк у росії». Аналітична команда Трійки Діалог не раз визнавалася найкращою на ринку. Так, у 2010 році команда аналітиків Трійки стала найкращою в Росії на думку ренкінгу Thomson Reuters Extel та Institutional Investor.
У 2008—2013 роках компанія «Трійка Діалог» виступала організатором триденного ділового форуму Форум Росія. Подібно до зустрічі Всесвітнього економічного форуму в Давосі, «Форум Росія» збирає у Москві міжнародних інвесторів, політичних лідерів, громадських діячів та керівників найбільших компаній світу для обговорення соціальних, економічних, політичних та фінансових проблем, що стоять перед Росією в контексті глобальної економіки. За роки проведення форуму його відвідало безліч авторитетних світових фінансистів, таких як Алан Грінспен, Нуріель Рубіні, Пол Вулфовіц, Насім Талеб та ін.